# Nekrolog Juli 2009
Nekrolog
◄◄
| ◄
| 2005
| 2006
| 2007
| 2008
| 2009 | 2010 | 2011 | 2012 | 2013 | ► | ►►
Januar |
Februar |
März |
April |
Mai |
Juni |
Juli |
August |
September |
Oktober |
November |
Dezember 2009
Weitere Ereignisse | Allgemeiner Nekrolog 2009
Die Beschreibung der verstorbenen Person sollte so kurz wie möglich gehalten sein und nur deren signifikante Tätigkeit(en) enthalten.
Neue Namen ggf. auch unter dem Geburts- und Sterbedatum, also etwa unter 1. Januar und im Geburts- und Sterbejahr (2024) eintragen (nur bei entsprechender großer Wichtigkeit). Für Beispiele siehe die schon vorhandenen Artikel.
Außerdem über die fünf zuletzt Verstorbenen, zu denen es einen ausreichend guten Artikel für eine Präsentation auf der Hauptseite gibt, nach der todesbedingten Überarbeitung der Artikel ggf. auch unter Wikipedia Diskussion:Hauptseite informieren und sie am besten auch in den anderen Wikipedia-Sprachversionen eintragen. Tipp: Regelmäßig bei news.google.de nach „ist tot“, „gestorben“ oder „verstorben“ suchen.
Wenn eine Person gestorben ist, gibt es viele Seiten zu dieser Person in der Wikipedia, die davon auch betroffen sind und entsprechend aktualisiert werden müssen. Beispiele: Namenübersichtsseite, Geburtsjahr, Geburtsort-Seiten und viele mehr.
Wie finde ich die betroffenen Seiten?
Im Suchfeld auf der linken Seite gibt man den Suchbegriff so ein: „Vorname Nachname“. Dann klickt man auf Volltext und alle Seiten mit entsprechendem Suchtext werden aufgerufen. Hier sieht man dann schnell, wo auch das Todesjahr Sinn macht oder sogar ein Teil des Artikels angepasst werden muss. Auch hilft das „Werkzeug“ auf der linken Seite sehr gut, um solche Seiten aufzufinden: „Links auf diese Seite“. Somit ist die Wikipedia wieder aktuell in allen Bereichen! Hinweis: bei Eintragung der Kategorie „Gestorben JAHR“ wird der Missbrauchsfilter 49 ausgelöst, was jedoch nicht schlimm ist. Siehe: Spezial:Missbrauchsfilter/49
Dies ist eine Liste von im Juli 2009 verstorbenen bekannten Persönlichkeiten. Die Einträge erfolgen innerhalb der einzelnen Daten alphabetisch sortiert. Tiere sind im Nekrolog für Tiere zu finden.

## Juli
| Tag      | Name                                        | Beruf, bekannt als                                                                                        | Alter | Beleg   |
| -------- | ------------------------------------------- | --- | ----- | ------- |
| 1. Juli  | Alexis Argüello                             | nicaraguanischer Boxer und Politiker                                                                      | 57    | [ 1 ]   |
| 1. Juli  | Frank Buff                                  | US-amerikanischer Chemiker                                                                                | 85    |         |
| 1. Juli  | Werner Bunz                                 | deutscher Künstler                                                                                        | 82    |         |
| 1. Juli  | Jürgen Egger                                | deutscher Drehbuchautor und Regisseur                                                                     | 49    | [ 2 ]   |
| 1. Juli  | Christian Eisbein                           | deutscher Bildhauer, Autor und Naturschützer                                                              | 91    |         |
| 1. Juli  | Wilson Elso Goñi                            | uruguayischer Politiker                                                                                   | 70    |         |
| 1. Juli  | Veronica Hazelhoff                          | niederländische Kinderbuchautorin                                                                         | 62    | [ 3 ]   |
| 1. Juli  | Karl Malden                                 | US-amerikanischer Schauspieler                                                                            | 97    | [ 4 ]   |
| 1. Juli  | Anna Karen Morrow                           | US-amerikanische Schauspielerin                                                                           | 94    |         |
| 1. Juli  | David Francis Pears                         | britischer Philosoph                                                                                      | 87    | [ 5 ]   |
| 1. Juli  | Mollie Sugden                               | britische Schauspielerin                                                                                  | 86    | [ 6 ]   |
| 1. Juli  | Ljudmila Sykina                             | russische Sängerin                                                                                        | 80    | [ 7 ]   |
| 1. Juli  | Muzaffer Tokaç                              | türkischer Fußballspieler                                                                                 | 86    |         |
| 1. Juli  | Marwa El-Sherbini                           | ägyptische Handballspielerin                                                                              | 31    | [ 8 ]   |
| 1. Juli  | Jean Yoyotte                                | französischer Ägyptologe                                                                                  | 81    | [ 9 ]   |
| 1. Juli  | Josefa Martín Luengo                        | spanische anarchistische Pädagogin                                                                        | 64    |         |
| 2. Juli  | Pasquale Borgomeo                           | italienischer Journalist                                                                                  | 76    | [ 10 ]  |
| 2. Juli  | Martin Hengel                               | deutscher Theologe                                                                                        | 82    | [ 11 ]  |
| 2. Juli  | Henning Hildmann                            | deutscher HNO-Spezialist                                                                                  | 70    |         |
| 2. Juli  | Günter Leifheit                             | deutscher Unternehmer                                                                                     | 88    | [ 12 ]  |
| 2. Juli  | Tyeb Mehta                                  | indischer Maler                                                                                           | 83    | [ 13 ]  |
| 2. Juli  | David C. Morley                             | britischer Mediziner                                                                                      | 86    |         |
| 2. Juli  | Albert Rüttimann                            | Schweizer Politiker                                                                                       | 84    | [ 14 ]  |
| 2. Juli  | Bert Schneider                              | österreichischer Motorradrennfahrer                                                                       | 72    | [ 15 ]  |
| 3. Juli  | Josef Adamík                                | tschechischer Komponist, Musikpädagoge und Chorleiter                                                     | 62    | [ 16 ]  |
| 3. Juli  | Jorge Enrique Adoum                         | ecuadorianischer Schriftsteller und Politiker                                                             | 83    | [ 17 ]  |
| 3. Juli  | Alauddin Al-Azad                            | bangladeschischer Schriftsteller                                                                          | 77    | [ 18 ]  |
| 3. Juli  | Antony Alda                                 | US-amerikanischer Schauspieler                                                                            | 52    | [ 19 ]  |
| 3. Juli  | Gerhard Friedl                              | österreichischer Filmregisseur                                                                            | 41    | [ 20 ]  |
| 3. Juli  | Henning Grunwald                            | deutscher Schriftsteller                                                                                  | 67    |         |
| 3. Juli  | Dumitru Irimia                              | rumänischer Sprachwissenschaftler                                                                         | 69    | [ 21 ]  |
| 3. Juli  | John A. Keel                                | US-amerikanischer Schriftsteller                                                                          | 79    | [ 22 ]  |
| 3. Juli  | Paul Lehmann                                | deutscher Fußballspieler                                                                                  | 86    |         |
| 3. Juli  | Diana Piazzolla                             | argentinische Schriftstellerin und Liedtexterin                                                           | 65    |         |
| 3. Juli  | Pio Scilligo                                | italienischer Salesianer Don Boscos                                                                       | 81    |         |
| 4. Juli  | Jean Cardonnel                              | französischer Theologe                                                                                    | 88    | [ 23 ]  |
| 4. Juli  | Jim Chapin                                  | US-amerikanischer Jazzmusiker                                                                             | 89    |         |
| 4. Juli  | Hanspeter Fischer                           | Schweizer Politiker                                                                                       | 79    | [ 24 ]  |
| 4. Juli  | George William Fullerton                    | US-amerikanischer Unternehmer                                                                             | 86    | [ 25 ]  |
| 4. Juli  | Brenda Joyce                                | US-amerikanische Schauspielerin                                                                           | 97 ?  | [ 26 ]  |
| 4. Juli  | Béla Király                                 | ungarischer General und Historiker                                                                        | 97    | [ 27 ]  |
| 4. Juli  | Allen Klein                                 | US-amerikanischer Musikmanager                                                                            | 77    | [ 28 ]  |
| 4. Juli  | Bohodar Kotorowytsch                        | ukrainischer Violinist                                                                                    | 68    |         |
| 4. Juli  | Robert Louis-Dreyfus                        | französischer Unternehmer                                                                                 | 63    | [ 29 ]  |
| 4. Juli  | Steve McNair                                | US-amerikanischer American-Football-Spieler                                                               | 36    | [ 30 ]  |
| 4. Juli  | Leo Mol                                     | kanadischer Bildhauer                                                                                     | 94    | [ 31 ]  |
| 4. Juli  | Dmitri Petrowitsch Sokolow                  | sowjetischer Biathlet                                                                                     | 85    |         |
| 4. Juli  | Lasse Strömstedt                            | schwedischer Schriftsteller                                                                               | 74    | [ 32 ]  |
| 4. Juli  | Jean-Baptiste Tati Loutard                  | kongolesischer Schriftsteller und Politiker                                                               | 70    | [ 33 ]  |
| 4. Juli  | Peter Tschopp                               | Schweizer Wirtschaftswissenschaftler und Politiker                                                        | 69    | [ 34 ]  |
| 5. Juli  | Gerd Aretz                                  | deutscher Graphiker                                                                                       | 79    | [ 35 ]  |
| 5. Juli  | John Bachar                                 | US-amerikanischer Kletterer                                                                               | 52    | [ 36 ]  |
| 5. Juli  | Peter Blaker, Baron Blaker                  | britischer Politiker                                                                                      | 86    | [ 37 ]  |
| 5. Juli  | Lou Creekmur                                | US-amerikanischer American-Football-Spieler                                                               | 82    | [ 38 ]  |
| 5. Juli  | Takeo Doi                                   | japanischer Psychoanalytiker                                                                              | 89    | [ 39 ]  |
| 5. Juli  | Phùng Há                                    | vietnamesische Sängerin                                                                                   | 99 ?  | [ 40 ]  |
| 5. Juli  | Wilhelm Henrichsmeyer                       | deutscher Ökonom und Agrarökonom                                                                          | 73    |         |
| 5. Juli  | Mihai Iacob                                 | rumänischer Filmregisseur                                                                                 | 76    | [ 41 ]  |
| 5. Juli  | Oscar Murton, Baron Murton of Lindisfarne   | britischer Politiker                                                                                      | 95    | [ 42 ]  |
| 5. Juli  | Dietrich Wiebe                              | deutscher Politiker (SPD), MdL                                                                            | 70    |         |
| 6. Juli  | Wassili Aksjonow                            | russischer Schriftsteller                                                                                 | 76    | [ 43 ]  |
| 6. Juli  | Mihai Baicu                                 | rumänischer Fußballspieler                                                                                | 33    | [ 44 ]  |
| 6. Juli  | Rene Capo                                   | US-amerikanischer Judoka                                                                                  | 48    |         |
| 6. Juli  | Enrique Congrains                           | peruanischer Schriftsteller                                                                               |       |         |
| 6. Juli  | Sandy van Ginkel                            | niederländisch-kanadischer Architekt und Stadtplaner                                                      | 89    |         |
| 6. Juli  | Clemens Lashofer                            | österreichischer Abt des Stiftes Göttweig                                                                 | 68    | [ 45 ]  |
| 6. Juli  | Robert McNamara                             | US-amerikanischer Politiker                                                                               | 93    | [ 46 ]  |
| 6. Juli  | Mathieu Montcourt                           | französischer Tennisspieler                                                                               | 24    | [ 47 ]  |
| 6. Juli  | Peter Parsch                                | deutscher Bariton                                                                                         | 65    | [ 48 ]  |
| 6. Juli  | William Rankin                              | US-amerikanischer Pilot                                                                                   | 88    |         |
| 6. Juli  | Rolande Roux-Estève                         | französische Herpetologin                                                                                 | 87    |         |
| 6. Juli  | Bleddyn Williams                            | walisischer Rugbyspieler                                                                                  | 86    | [ 49 ]  |
| 7. Juli  | Barry Greuel                                | deutscher Künstler                                                                                        | 58    | [ 50 ]  |
| 7. Juli  | Sabine Ball                                 | deutsche Evangelistin                                                                                     | 83    | [ 51 ]  |
| 7. Juli  | Lars Fischer-Zernin                         | deutscher Politiker (CDU), MdL                                                                            | 86    |         |
| 7. Juli  | Whitey Hughes                               | US-amerikanischer Stuntman und Schauspieler                                                               | 88    |         |
| 7. Juli  | Fred Sagner                                 | deutscher Politiker (CDU)                                                                                 | 89    |         |
| 7. Juli  | Dmytro Satonskyj                            | ukrainischer Literaturwissenschaftler und Germanist                                                       | 87    |         |
| 8. Juli  | Oddo Biasini                                | italienischer Politiker                                                                                   | 92    | [ 52 ]  |
| 8. Juli  | Robert Jefferies                            | kanadischer Botaniker                                                                                     | 73    | [ 53 ]  |
| 8. Juli  | Carl Kaeser                                 | deutscher Maschinenbauingenieur                                                                           | 95    |         |
| 8. Juli  | Hans-Joachim Laabs                          | deutscher Politiker (SED) und Staatssekretär                                                              | 88    |         |
| 8. Juli  | Shep Meyers                                 | US-amerikanischer Jazzmusiker und Komponist                                                               | 72    |         |
| 8. Juli  | Midnight (John Patrick Jr. McDonald)        | US-amerikanischer Sänger                                                                                  | 47    | [ 54 ]  |
| 8. Juli  | Edgar O'Ballance                            | britischer Militärhistoriker                                                                              | 90    | [ 55 ]  |
| 8. Juli  | Bobby Pring                                 | US-amerikanischer Bigband- und Jazzmusiker                                                                |       |         |
| 8. Juli  | Detlev Samland                              | deutscher Politiker                                                                                       | 56    | [ 56 ]  |
| 8. Juli  | Louis Pagliaro                              | amerikanischer Tischtennisspieler                                                                         | 90    |         |
| 9. Juli  | Paul Belous                                 | deutscher Jiu-Jitsu-Lehrer                                                                                | 86    |         |
| 9. Juli  | Nicolae Burcea                              | rumänischer Fußballspieler und -trainer                                                                   | 54    | [ 57 ]  |
| 9. Juli  | Len Dobbin                                  | kanadischer Autor, Fotograf und Rundfunkmoderator                                                         | 74    | [ 58 ]  |
| 9. Juli  | Hans Werner Grohn                           | deutscher Kunsthistoriker und Museumsdirektor                                                             | 80    |         |
| 9. Juli  | George Haig, 2. Earl Haig                   | britischer Politiker                                                                                      | 91    | [ 59 ]  |
| 9. Juli  | Werner Hoppe                                | deutscher Rechtswissenschaftler und Rechtsanwalt                                                          | 79    | [ 60 ]  |
| 9. Juli  | Ron Kennedy                                 | kanadischer Eishockeyspieler und -trainer                                                                 | 56    | [ 61 ]  |
| 9. Juli  | Klaus Paier                                 | deutscher Graffiti-Künstler                                                                               | 63    | [ 62 ]  |
| 9. Juli  | Günther Schwarz                             | deutscher Philologe und evangelischer Theologe                                                            | 81    |         |
| 10. Juli | Johnny Caldwell                             | irischer Boxer                                                                                            | 71    | [ 63 ]  |
| 10. Juli | Friedrich Hausmann                          | österreichischer Historiker                                                                               | 91    | [ 64 ]  |
| 10. Juli | Edward Downes                               | britischer Dirigent                                                                                       | 85    | [ 65 ]  |
| 10. Juli | Ebba Haslund                                | norwegische Schriftstellerin                                                                              | 91    | [ 66 ]  |
| 10. Juli | Manfred Jochum                              | österreichischer Rundfunkintendant                                                                        | 67    | [ 67 ]  |
| 10. Juli | Barbara Koehn                               | deutsche Germanistin und Historikerin                                                                     |       |         |
| 10. Juli | Wolfgang Kölblinger                         | österreichischer Extrembergsteiger und Politiker                                                          | 55    | [ 68 ]  |
| 10. Juli | Zena Marshall                               | britische Schauspielerin                                                                                  | 84    | [ 69 ]  |
| 10. Juli | Almas Taschjew                              | kirgisischer Journalist                                                                                   | 32    | [ 70 ]  |
| 11. Juli | María del Carmen Bousada                    | spanische Frau, älteste Mutter der Welt                                                                   | 69    | [ 71 ]  |
| 11. Juli | Manuel Carrascalão                          | osttimoresischer Politiker                                                                                | 75    | [ 72 ]  |
| 11. Juli | Arturo Gatti                                | kanadischer Boxer                                                                                         | 37    | [ 73 ]  |
| 11. Juli | Hans Wuwer                                  | deutscher Politiker                                                                                       | 86    | [ 74 ]  |
| 11. Juli | Ji Xianlin                                  | chinesischer Linguist                                                                                     | 97    | [ 75 ]  |
| 12. Juli | Günther Bockelmann                          | deutscher Sänger von Seemannsliedern sowie Chorleiter                                                     | 64    |         |
| 12. Juli | Mijndert Bertram                            | deutscher Historiker                                                                                      | 55    |         |
| 12. Juli | Tommy Cummings                              | englischer Fußballspieler und -trainer                                                                    | 80    |         |
| 12. Juli | Hella Heizmann                              | deutsche Sängerin und Komponistin                                                                         | 58    | [ 76 ]  |
| 12. Juli | Ko Mi-young                                 | südkoreanische Bergsteigerin                                                                              | 41    | [ 77 ]  |
| 12. Juli | Jörg Kudlich                                | deutscher Politiker                                                                                       | 73    |         |
| 12. Juli | Shesha Palihakkara                          | sri-lankischer Schauspieler                                                                               | 81    | [ 78 ]  |
| 12. Juli | Christopher Prout, Baron Kingsland          | britischer Politiker                                                                                      | 67    | [ 79 ]  |
| 12. Juli | Pawel Smejan                                | russischer Musiker und Schauspieler                                                                       | 52    | [ 80 ]  |
| 12. Juli | Simon Vinkenoog                             | niederländischer Autor                                                                                    | 80    |         |
| 13. Juli | Uma Aaltonen                                | finnische Autorin, Journalistin und Politikerin, MdEP                                                     | 68    |         |
| 13. Juli | Abdullah Ibn Jibreen                        | islamischer Religionsgelehrter                                                                            | 75/76 |         |
| 13. Juli | Giuseppe Alessi                             | italienischer Politiker                                                                                   | 103   | [ 81 ]  |
| 13. Juli | Jette Fuglsang                              | dänische Radrennfahrerin                                                                                  | 31    | [ 82 ]  |
| 13. Juli | Margaret Ann Griffiths                      | britische Dichterin                                                                                       | 62    |         |
| 13. Juli | Amin al-Hafez                               | libanesischer Politiker                                                                                   | 83    | [ 83 ]  |
| 13. Juli | Harry Källström                             | schwedischer Rallye- und Rundstreckenrennfahrer                                                           | 70    | [ 84 ]  |
| 13. Juli | Nilu Phule                                  | indischer Schauspieler                                                                                    | 78    | [ 85 ]  |
| 13. Juli | Richard Schellenbauer                       | deutscher Sportfunktionär und -manager                                                                    |       |         |
| 13. Juli | Dash Snow                                   | US-amerikanischer Künstler                                                                                | 27    | [ 86 ]  |
| 13. Juli | Nikola Stantschew                           | bulgarischer Ringer                                                                                       | 78    | [ 87 ]  |
| 13. Juli | Karl-Heinz Wegner                           | deutscher Journalist, Zeitschriftenchefredakteur und Filmfunktionär in der DDR                            | 94    |         |
| 14. Juli | Lucio Ceccarini                             | italienischer Wasserballspieler                                                                           | 78    |         |
| 14. Juli | Tom Critchley                               | australischer Diplomat                                                                                    | 93    | [ 88 ]  |
| 14. Juli | Phyllis Gotlieb                             | kanadische Schriftstellerin                                                                               | 83    | [ 89 ]  |
| 14. Juli | Kujtim Majaci                               | albanischer Fußballspieler                                                                                | 47    |         |
| 14. Juli | Hermínio da Palma Inácio                    | portugiesischer Revolutionär                                                                              | 87    | [ 90 ]  |
| 14. Juli | Hermann Quien                               | deutscher Politiker (SDP, SPD), MdV, MdL                                                                  | 68    |         |
| 14. Juli | Josef Rudnick                               | deutscher Unternehmer und Politiker                                                                       | 92    | [ 91 ]  |
| 14. Juli | Marcel Damy de Souza Santos                 | brasilianischer experimenteller Kernphysiker                                                              | 95    |         |
| 14. Juli | Heinrich Schweiger                          | österreichischer Schauspieler                                                                             | 77    | [ 92 ]  |
| 14. Juli | Jean Sommeng Vorachak                       | Apostolischer Vikar von Savannakhet, Laos                                                                 | 76    | [ 93 ]  |
| 14. Juli | Zbigniew Zapasiewicz                        | polnischer Schauspieler und Regisseur                                                                     | 74    | [ 94 ]  |
| 15. Juli | Elvira Travesí                              | peruanische Schauspielerin                                                                                | 89    | [ 95 ]  |
| 15. Juli | Avraham Ahituv                              | israelischer Geheimdienstler                                                                              | 78    | [ 96 ]  |
| 15. Juli | Francesca Romana Coluzzi                    | italienische Schauspielerin                                                                               | 66    | [ 97 ]  |
| 15. Juli | Levon Davidian                              | iranischer Parlamentarier                                                                                 | 65    | [ 98 ]  |
| 15. Juli | Natalja Estemirowa                          | russische Journalistin und Menschenrechtlerin                                                             | 51    | [ 99 ]  |
| 15. Juli | Brian Goodwin                               | kanadischer Mathematiker und Biologe                                                                      | 78    | [ 100 ] |
| 15. Juli | Paul Heinrich Nodnagel                      | deutscher Maler der Moderne                                                                               | 80    |         |
| 15. Juli | László Orbán                                | ungarischer Boxer                                                                                         | 59    |         |
| 15. Juli | Antonio Pucci                               | italienischer Autorennfahrer                                                                              | 86 ?  |         |
| 15. Juli | Alois Rechberger                            | österreichischer Politiker                                                                                | 74    | [ 101 ] |
| 15. Juli | Julius Shulman                              | US-amerikanischer Architektur-Fotograf                                                                    | 98    | [ 102 ] |
| 15. Juli | Frederike von Stechow                       | deutsche Schauspielerin                                                                                   | 41    | [ 103 ] |
| 15. Juli | Isa Vermehren                               | deutsche Kabarettistin und Schauspielerin                                                                 | 91    | [ 104 ] |
| 15. Juli | Johann Wedl                                 | österreichischer Politiker                                                                                | 80    |         |
| 16. Juli | Gordon Burn                                 | britischer Schriftsteller                                                                                 | 61    | [ 105 ] |
| 16. Juli | Walter Eder                                 | deutscher Althistoriker                                                                                   | 68    | [ 106 ] |
| 16. Juli | Robert McConnell Hatch                      | US-amerikanischer Bischof                                                                                 | 99    | [ 107 ] |
| 16. Juli | Erkki Koskinen                              | finnischer Radrennfahrer                                                                                  | 83    |         |
| 16. Juli | Paulo Lopes de Faria                        | Alterzbischof von Diamantina, Brasilien                                                                   | 78    | [ 108 ] |
| 16. Juli | Max Meid                                    | deutscher Architekt                                                                                       | 98    | [ 109 ] |
| 16. Juli | D. K. Pattammal                             | indische Sängerin                                                                                         | 90    | [ 110 ] |
| 16. Juli | Angelo Rizzo                                | Altbischof von Ragusa, Italien                                                                            | 83    | [ 111 ] |
| 16. Juli | Michael Russell                             | südafrikanisch-britischer Psychiater                                                                      | 77    | [ 112 ] |
| 17. Juli | Moritz Amherd                               | Schweizer Kirchenfunktionär                                                                               | 73    | [ 113 ] |
| 17. Juli | Meir Amit                                   | israelischer Agent                                                                                        | 88    | [ 114 ] |
| 17. Juli | Tibor Barna                                 | britischer Ökonom                                                                                         | 90    | [ 115 ] |
| 17. Juli | Hilmar Boehle                               | deutscher Künstler                                                                                        | 55    |         |
| 17. Juli | Walter Cronkite                             | US-amerikanischer Journalist                                                                              | 92    | [ 116 ] |
| 17. Juli | Lucky Dlamini                               | eswatinischer Fußballspieler                                                                              | 43    | [ 117 ] |
| 17. Juli | Otto Göbl                                   | westdeutscher Bobfahrer                                                                                   | 72    |         |
| 17. Juli | Manuel Izquierdo                            | US-amerikanischer Bildhauer und Holzschnitt-Künstler                                                      | 83    |         |
| 17. Juli | Leszek Kołakowski                           | polnischer Philosoph und Essayist                                                                         | 81    | [ 118 ] |
| 17. Juli | Rjurik Lonin                                | wepsischer Schriftsteller und Ethnologe                                                                   | 78    |         |
| 17. Juli | Mahmud Sulaiman al-Maghribi                 | libysch Politiker, Premierminister von Libyen (1969–1970)                                                 |       |         |
| 17. Juli | Jean Margéot                                | Altbischof von Port-Louis, Mauritius                                                                      | 93    | [ 119 ] |
| 17. Juli | Gregory Masurovsky                          | US-amerikanischer Zeichner und Grafiker                                                                   | 79    |         |
| 17. Juli | Marcel Poblome                              | französischer Fußballspieler                                                                              | 88    | [ 120 ] |
| 17. Juli | Lisedore Praetorius                         | deutsche Cembalistin und Musikpädagogin                                                                   | 93    |         |
| 17. Juli | Hans Säckel                                 | deutscher Fußballtrainer                                                                                  | 88    |         |
| 17. Juli | Christian Heinrich Sandler                  | deutscher Unternehmer                                                                                     | 79    |         |
| 17. Juli | Gordon Waller                               | britischer Musiker                                                                                        | 64    | [ 121 ] |
| 17. Juli | Gabriel Ximenes                             | osttimoresischer Politiker                                                                                | 52    |         |
| 18. Juli | Petre Alexandrescu                          | rumänischer Historiker und Archäologe                                                                     | 79    | [ 122 ] |
| 18. Juli | Henry Allingham                             | britischer Soldat                                                                                         | 113   | [ 123 ] |
| 18. Juli | Annagül Annagulyýewa                        | turkmenische Opernsängerin und Filmschauspielerin                                                         | 84    |         |
| 18. Juli | Yasmine Belmadi                             | französischer Schauspieler                                                                                | 33    | [ 124 ] |
| 18. Juli | Carlos Canelhas                             | portugiesischer Komponist                                                                                 | 81    | [ 125 ] |
| 18. Juli | Lionel Casson                               | US-amerikanischer Altphilologe                                                                            | 94    |         |
| 18. Juli | Ali Latif                                   | kurdischer Maler und Sportler                                                                             | 65    |         |
| 18. Juli | Ricardo Londoño                             | kolumbianischer Autorennfahrer                                                                            | 59    | [ 126 ] |
| 18. Juli | José Monteagudo                             | kubanischer Revolutionär und Militär                                                                      | 85    |         |
| 18. Juli | Ernest Henry Nickel                         | kanadischer Mineraloge                                                                                    | 83    |         |
| 18. Juli | Peter Schultze                              | deutscher Fernsehjournalist                                                                               | 86    | [ 127 ] |
| 18. Juli | Graham Stanton                              | britischer Theologe                                                                                       | 69    | [ 128 ] |
| 18. Juli | Joel Weisman                                | US-amerikanischer Mediziner                                                                               | 66    |         |
| 19. Juli | Klaus Borck                                 | deutscher Politiker (SPD), MdL                                                                            | 66    |         |
| 19. Juli | Gerhard Buchwald                            | deutscher Mediziner und Impfkritiker                                                                      | 89    |         |
| 19. Juli | Peter Dammann                               | deutscher Fußballspieler                                                                                  | 65    |         |
| 19. Juli | Alan Garnett Davenport                      | kanadischer Mechanikingenieur und Hochschullehrer                                                         | 76    |         |
| 19. Juli | Zhang Hanmin                                | Bischof von Jilin, Volksrepublik China                                                                    | 87    | [ 129 ] |
| 19. Juli | Karen Harup                                 | dänische Schwimmerin                                                                                      | 84    | [ 130 ] |
| 19. Juli | Barthel Hrouda                              | deutscher Vorderasiatischer Archäologe                                                                    | 80    | [ 131 ] |
| 19. Juli | Ingeborg Hunzinger                          | deutsche Bildhauerin                                                                                      | 94    | [ 132 ] |
| 19. Juli | Sawwa Jamschtschikow                        | sowjetischer bzw. russischer Kunsthistoriker                                                              | 70    | [ 133 ] |
| 19. Juli | Hinrich Matthiesen                          | deutscher Krimischriftsteller                                                                             | 81    |         |
| 19. Juli | Frank McCourt                               | US-amerikanischer Schriftsteller                                                                          | 78    | [ 134 ] |
| 19. Juli | Gilberto Mestrinho                          | brasilianischer Politiker                                                                                 | 81    | [ 135 ] |
| 19. Juli | Fred Ranker                                 | deutscher Politiker (SPD), MdB                                                                            | 79    |         |
| 19. Juli | Klaus Stricker                              | deutscher Politiker (CDU)                                                                                 | 83    |         |
| 19. Juli | Henry Surtees                               | britischer Autorennfahrer                                                                                 | 18    | [ 136 ] |
| 19. Juli | Rubén Trejo                                 | US-amerikanischer Bildhauer und Maler                                                                     | 72    |         |
| 19. Juli | Hiroshi Wakasugi                            | japanischer Dirigent                                                                                      | 74    | [ 137 ] |
| 20. Juli | Walter Behrens                              | deutscher Turner                                                                                          | 98    |         |
| 20. Juli | Ria Brieffies                               | niederländische Sängerin                                                                                  | 52    | [ 138 ] |
| 20. Juli | Ambrosia Cantacuzène                        | Bischof von Genf                                                                                          | 61    | [ 139 ] |
| 20. Juli | Edward T. Hall                              | US-amerikanischer Anthropologe                                                                            | 95    | [ 140 ] |
| 20. Juli | Wilhelm Leutzbach                           | deutscher Verkehrswissenschaftler                                                                         | 86    | [ 141 ] |
| 20. Juli | Detlef Müller                               | deutscher Drehbuchautor                                                                                   | 80    |         |
| 20. Juli | Vedat Okyar                                 | türkischer Fußballspieler und Journalist                                                                  | 63    | [ 142 ] |
| 20. Juli | Hanna Beate Schöpp-Schilling                | deutsche Frauenrechtlerin, Mitglied des UN-Ausschusses CEDAW                                              | 68    |         |
| 20. Juli | Paul Fouad Tabet                            | libanesischer Erzbischof der römisch-katholischen Kirche und Diplomat des Heiligen Stuhls                 | 79    | [ 143 ] |
| 20. Juli | Sanda Tătărescu-Negropontes                 | rumänische Politikerin                                                                                    | 89    | [ 144 ] |
| 20. Juli | Yamato Takahiro                             | japanischer Schriftsteller                                                                                | ?     | [ 145 ] |
| 21. Juli | Werner Becker                               | deutscher Philosoph                                                                                       | 72    | [ 146 ] |
| 21. Juli | John Dawson                                 | US-amerikanischer Sänger und Musiker                                                                      | 64    | [ 147 ] |
| 21. Juli | Heinz Edelmann                              | deutscher Illustrator und Grafikdesigner                                                                  | 75    | [ 148 ] |
| 21. Juli | Gangubai Hangal                             | indische Sängerin                                                                                         | 96    | [ 149 ] |
| 21. Juli | Hermann J. Huber                            | deutscher Journalist                                                                                      | 54    | [ 150 ] |
| 21. Juli | Marcel Jacob                                | schwedischer Bassist                                                                                      | 45    | [ 151 ] |
| 21. Juli | Les Lye                                     | kanadischer Schauspieler                                                                                  | 84    | [ 152 ] |
| 21. Juli | Marco Antonio Nazareth                      | mexikanischer Boxer                                                                                       | 23    | [ 153 ] |
| 21. Juli | Helmut Neuss                                | deutscher Konteradmiral                                                                                   | 101   | [ 154 ] |
| 21. Juli | Hans Salentin                               | deutscher Maler und Plastiker                                                                             | 84    | [ 155 ] |
| 21. Juli | Adolf Wilhelm Schwenzer                     | deutscher Mediziner                                                                                       | 90    | [ 156 ] |
| 21. Juli | Jenny Strasser                              | österreichische Antifaschistin                                                                            | 96    | [ 157 ] |
| 22. Juli | Ambrose Cantacuzène                         | Schweizer Bischof                                                                                         | 61    | [ 158 ] |
| 22. Juli | André Falcon                                | französischer Schauspieler                                                                                | 84    | [ 159 ] |
| 22. Juli | Peter Krieg                                 | deutscher Dokumentarfilmer                                                                                | 61    | [ 160 ] |
| 22. Juli | Mark Leduc                                  | kanadischer Boxer                                                                                         | 47    | [ 161 ] |
| 22. Juli | Herbert Morris                              | US-amerikanischer Ruderer                                                                                 | 94    | [ 162 ] |
| 22. Juli | Günther Schweikle                           | deutscher Germanist und Literaturwissenschaftler                                                          | 80    |         |
| 22. Juli | Claude Sommier                              | französischer Jazzpianist und Komponist                                                                   |       |         |
| 23. Juli | Virginia Carroll                            | US-amerikanische Schauspielerin                                                                           | 95    |         |
| 23. Juli | E. Lynn Harris                              | US-amerikanischer Autor                                                                                   | 54    | [ 163 ] |
| 23. Juli | Leo-Ferdinand Graf Henckel von Donnersmarck | deutscher Manager und Präsident des Malteserordens                                                        | 73    | [ 164 ] |
| 23. Juli | Conyers Herring                             | US-amerikanischer Physiker                                                                                | 94    |         |
| 23. Juli | Gudrun Okras                                | deutsche Schauspielerin                                                                                   | 79    | [ 165 ] |
| 23. Juli | Lee Orr                                     | kanadischer Sprinter                                                                                      | 92    |         |
| 23. Juli | Matthias Saxer                              | Schweizer Journalist                                                                                      | 61    | [ 166 ] |
| 23. Juli | Dan Setlacec                                | rumänischer Chirurg                                                                                       | 87    | [ 167 ] |
| 23. Juli | Gösta Werner                                | schwedischer Filmregisseur                                                                                | 101   | [ 168 ] |
| 23. Juli | Raymond Westbrook                           | britischer Rechtshistoriker und Altorientalist                                                            |       |         |
| 24. Juli | Alapana Banerjee                            | indische klassische Sängerin                                                                              | 75    | [ 169 ] |
| 24. Juli | Zé Carlos                                   | brasilianischer Fußballtorhüter                                                                           | 47    | [ 170 ] |
| 24. Juli | Max Näder                                   | deutscher Unternehmer                                                                                     | 94    | [ 171 ] |
| 24. Juli | Reinhard Schulz                             | deutscher Musikpublizist                                                                                  | 59    | [ 172 ] |
| 24. Juli | Francisque Collomb                          | französischer Politiker                                                                                   | 98    | [ 173 ] |
| 24. Juli | Omar Dhani                                  | indonesischer Luftwaffenkommandeur                                                                        | 85    | [ 174 ] |
| 24. Juli | Willem Fricke                               | deutscher Schauspieler                                                                                    | 80    | [ 175 ] |
| 24. Juli | Friedrich Goldmann                          | deutscher Komponist und Dirigent                                                                          | 68    | [ 176 ] |
| 24. Juli | Werner Krusche                              | deutscher Theologe                                                                                        | 91    | [ 177 ] |
| 24. Juli | Wolfgang Mocker                             | deutscher Aphoristiker und Journalist                                                                     | 55    |         |
| 24. Juli | Gerd Müller-Motzfeld                        | deutscher Zoologe und Ökologe                                                                             | 68    | [ 178 ] |
| 24. Juli | Hans-Joachim Rudolphi                       | deutscher Rechtswissenschaftler und Hochschullehrer                                                       | 75    |         |
| 24. Juli | Werner Schatt                               | deutscher Werkstoffwissenschaftler                                                                        | 86    |         |
| 24. Juli | Gerold Tietz                                | deutscher Schriftsteller                                                                                  | 67    |         |
| 25. Juli | Yasmin Ahmad                                | malaysische Filmregisseurin                                                                               | 51    | [ 179 ] |
| 25. Juli | Vernon Forrest                              | US-amerikanischer Boxer                                                                                   | 38    | [ 180 ] |
| 25. Juli | Sergiu Grossu                               | rumänischer Schriftsteller und Theologe                                                                   | 88    | [ 181 ] |
| 25. Juli | Luise Herklotz                              | deutsche Politikerin                                                                                      | 90    | [ 182 ] |
| 25. Juli | Karl Kremer                                 | deutscher Chirurg                                                                                         | 93    |         |
| 25. Juli | Erling Kristiansen                          | norwegischer Radrennfahrer                                                                                | 85    | [ 183 ] |
| 25. Juli | Stanley Middleton                           | britischer Schriftsteller                                                                                 | 89    | [ 184 ] |
| 25. Juli | Harry Patch                                 | britischer Veteran des Ersten Weltkriegs                                                                  | 111   | [ 185 ] |
| 25. Juli | Grigore Popan                               | rumänischer Fußballspieler                                                                                | 34    | [ 186 ] |
| 25. Juli | Bruno Spinner                               | Schweizer Diplomat                                                                                        | 61    | [ 187 ] |
| 25. Juli | Jacques Teyssier                            | französischer LGBT-Aktivist                                                                               | 53    | [ 188 ] |
| 25. Juli | Zequinha                                    | brasilianischer Fußballspieler                                                                            | 74    |         |
| 26. Juli | Traugott Buhre                              | deutscher Schauspieler                                                                                    | 80    | [ 189 ] |
| 26. Juli | Bhaskar Chandavarkar                        | indischer Musiker und Komponist                                                                           | 73    | [ 190 ] |
| 26. Juli | Merce Cunningham                            | US-amerikanischer Choreograph                                                                             | 90    | [ 191 ] |
| 26. Juli | Heinrich Ferdinand Curschmann               | deutscher Jurist und Rechtsanwalt                                                                         | 96    |         |
| 26. Juli | Clayton Hill                                | US-amerikanischer Schauspieler                                                                            | 78    | [ 192 ] |
| 26. Juli | Guido Reger                                 | deutscher Wirtschaftswissenschaftler                                                                      | 51    |         |
| 26. Juli | Tatsuo Yamada                               | japanischer Schauspieler                                                                                  | 53    | [ 193 ] |
| 27. Juli | Christian Bauer                             | deutscher Dokumentarfilmer und Produzent                                                                  | 61    | [ 194 ] |
| 27. Juli | Domingos Lam Ka-Tseung                      | Bischof von Macao                                                                                         | 81    | [ 195 ] |
| 27. Juli | Peter Horst Neumann                         | deutscher Lyriker, Essayist und Literaturwissenschaftler                                                  | 73    | [ 196 ] |
| 27. Juli | Park Seh-jik                                | südkoreanischer Politiker und Sportfunktionär                                                             | 75    | [ 197 ] |
| 27. Juli | Igor Przegrodzki                            | polnischer Schauspieler                                                                                   | 83    | [ 198 ] |
| 27. Juli | George Russell                              | US-amerikanischer Jazz-Musiker                                                                            | 86    | [ 199 ] |
| 28. Juli | Ceyhun Demirtaş                             | türkischer Publizist                                                                                      | 75 ?  | [ 200 ] |
| 28. Juli | Jacques Eberhard                            | französischer Politiker (FKP), Résistancekämpfer, Abgeordneter und Bürgermeister von Gonfreville-l’Orcher | 90    |         |
| 28. Juli | Hiroshi Maeue                               | japanischer Serienmörder                                                                                  | 40    |         |
| 28. Juli | Leland Merrill                              | US-amerikanischer Ringer                                                                                  | 88    |         |
| 28. Juli | Leela Naidu                                 | indische Schauspielerin                                                                                   | 69    | [ 201 ] |
| 28. Juli | Donald Rope                                 | kanadischer Eishockeyspieler                                                                              | 80    | [ 202 ] |
| 28. Juli | Tony Rosenthal                              | US-amerikanischer Künstler                                                                                | 94    | [ 203 ] |
| 28. Juli | Rudolf Schoofs                              | deutscher Maler und Zeichner                                                                              | 77    | [ 204 ] |
| 29. Juli | Dinah Babbitt                               | US-amerikanisch-tschechische Malerin und Bildhauerin                                                      | 86    | [ 205 ] |
| 29. Juli | Hermann Josef Baum                          | deutscher Bildender Künstler                                                                              | 82    | [ 206 ] |
| 29. Juli | Rolf Berger                                 | deutscher Generalleutnant                                                                                 | 72    | [ 207 ] |
| 29. Juli | Jean-Baptiste Biaggi                        | französischer Anwalt und Politiker                                                                        | 90    |         |
| 29. Juli | Anne Birk                                   | deutsche Schriftstellerin                                                                                 | 66    |         |
| 29. Juli | Alfred Börner                               | deutscher Politiker, MdL Bayern                                                                           | 83    | [ 208 ] |
| 29. Juli | Hildegund Bühler                            | österreichische Übersetzungswissenschaftlerin                                                             | 72    |         |
| 29. Juli | Gayatri Devi                                | Maharani von Jaipur                                                                                       | 90    | [ 209 ] |
| 29. Juli | Irmgard Goldmann                            | deutsche Politikerin                                                                                      | 67    | [ 210 ] |
| 29. Juli | Rajan P. Dev                                | indischer Schauspieler                                                                                    | 56    | [ 211 ] |
| 29. Juli | Hideaki Motoyama                            | japanischer Badmintonspieler                                                                              | 40    | [ 212 ] |
| 29. Juli | Gerhard Patzig                              | deutscher Kunsthändler und Maler                                                                          | 81    |         |
| 29. Juli | Thomas von Randow                           | deutscher Mathematiker, Wissenschaftsredakteur und Buchautor                                              | 87    | [ 213 ] |
| 29. Juli | Zhuo Lin                                    | chinesische Kommunistin                                                                                   | 93    | [ 214 ] |
| 30. Juli | Kola Abdulai                                | nigerianischer Sprinter                                                                                   | 62    |         |
| 30. Juli | Dieter Ahlers                               | deutscher Rechtsanwalt                                                                                    | 87    | [ 215 ] |
| 30. Juli | Canario Luna                                | uruguayischer Sänger                                                                                      | 70    | [ 216 ] |
| 30. Juli | Renato Izzo                                 | italienischer Drehbuchautor und Synchronsprecher                                                          | 80    | [ 217 ] |
| 30. Juli | Juri Kurnenin                               | sowjetischer Fußballspieler und belarussischer Fußballtrainer                                             | 55    | [ 218 ] |
| 30. Juli | Yoshihisa Maitani                           | japanischer Fotokamera-Designer                                                                           | 76    |         |
| 30. Juli | Norbert Rohringer                           | österreichischer Schauspieler                                                                             | 82    |         |
| 30. Juli | Wolfgang Scheid                             | deutscher Fußballtorhüter                                                                                 | 66    | [ 219 ] |
| 30. Juli | Wilhelm Schoeppe                            | deutscher Arzt und Internist                                                                              | 79    |         |
| 30. Juli | Jaap Wessels                                | niederländischer Mathematiker                                                                             | 70    |         |
| 30. Juli | Ustaz Mohammed Yusuf                        | nigerianischer Prediger und Sektenführer                                                                  | 39    | [ 220 ] |
| 30. Juli | Peter Zadek                                 | deutscher Theater-, Filmregisseur und Theaterintendant                                                    | 83    | [ 221 ] |
| 31. Juli | Mary Carrillo                               | spanische Schauspielerin                                                                                  | 89    | [ 222 ] |
| 31. Juli | Ilona Christen                              | deutsche Fernseh- und Hörfunkmoderatorin                                                                  | 58    | [ 223 ] |
| 31. Juli | Marek Dietrich                              | polnischer Ingenieurwissenschaftler                                                                       | 74    | [ 224 ] |
| 31. Juli | Walter Hamel                                | deutscher Maschinenbauingenieur                                                                           | 86    |         |
| 31. Juli | Chris Humphries                             | britischer Biologe                                                                                        | 62    | [ 225 ] |
| 31. Juli | Harro Matthiesen                            | deutscher Politiker, MdHB                                                                                 | 83    |         |
| 31. Juli | Luise Neupert-Keil                          | deutsche Werbegrafikerin und Scherenschnitt-Künstlerin                                                    | 82    |         |
| 31. Juli | Ulrich Radke                                | deutscher Theater- und Filmschauspieler                                                                   | 77    |         |
| 31. Juli | Bobby Robson                                | englischer Fußballspieler und -trainer                                                                    | 76    | [ 226 ] |
| 31. Juli | Jean-Paul Roussillon                        | französischer Schauspieler                                                                                | 78    | [ 227 ] |
| 31. Juli | Meinolf Splett                              | deutscher Maler und Grafiker                                                                              | 98    |         |
| 31. Juli | Harry Alan Towers                           | englischer Filmproduzent                                                                                  | 88    | [ 228 ] |
| 31. Juli | Oskar Wark                                  | deutscher Sportreporter                                                                                   | 75    | [ 229 ] |